# LAZ

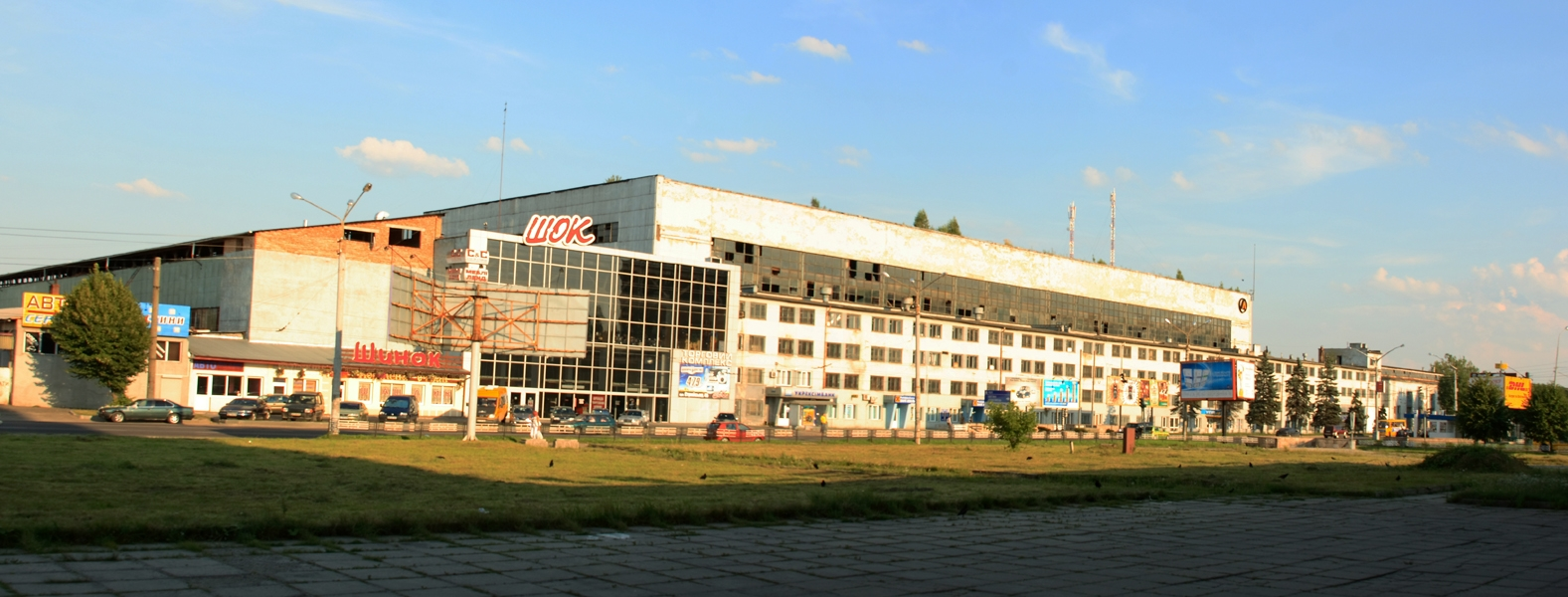
Budynki zakładów LAZ

LAZ (ukr. Львівський Автобусний Завод (ЛАЗ); Lwiwśkyj Awtobusnyj Zawod (LAZ)) – ukraiński (do 1991 roku radziecki) producent autobusów, autokarów i trolejbusów, mający swoją siedzibę we Lwowie.

## Historia przedsiębiorstwa

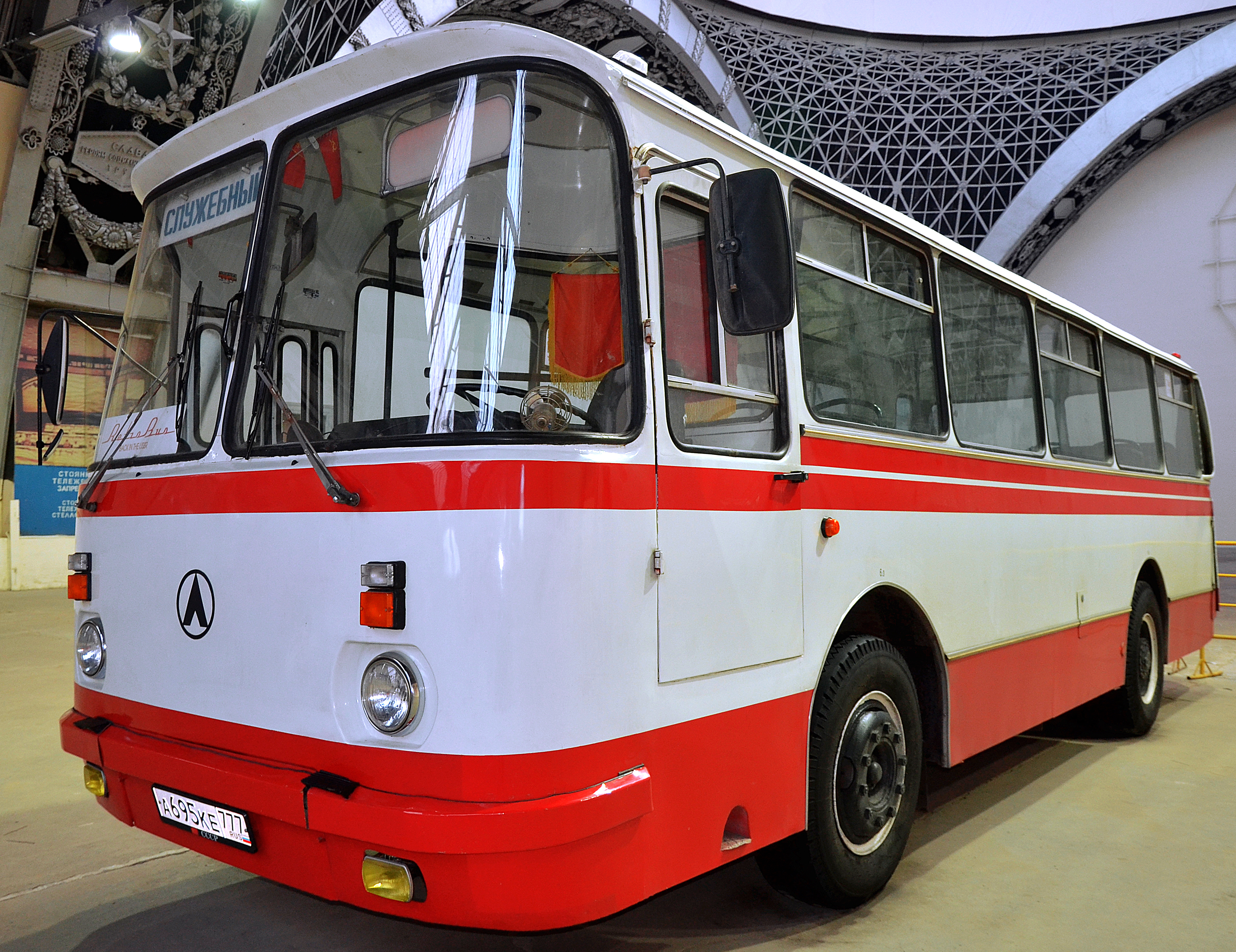
LAZ-695

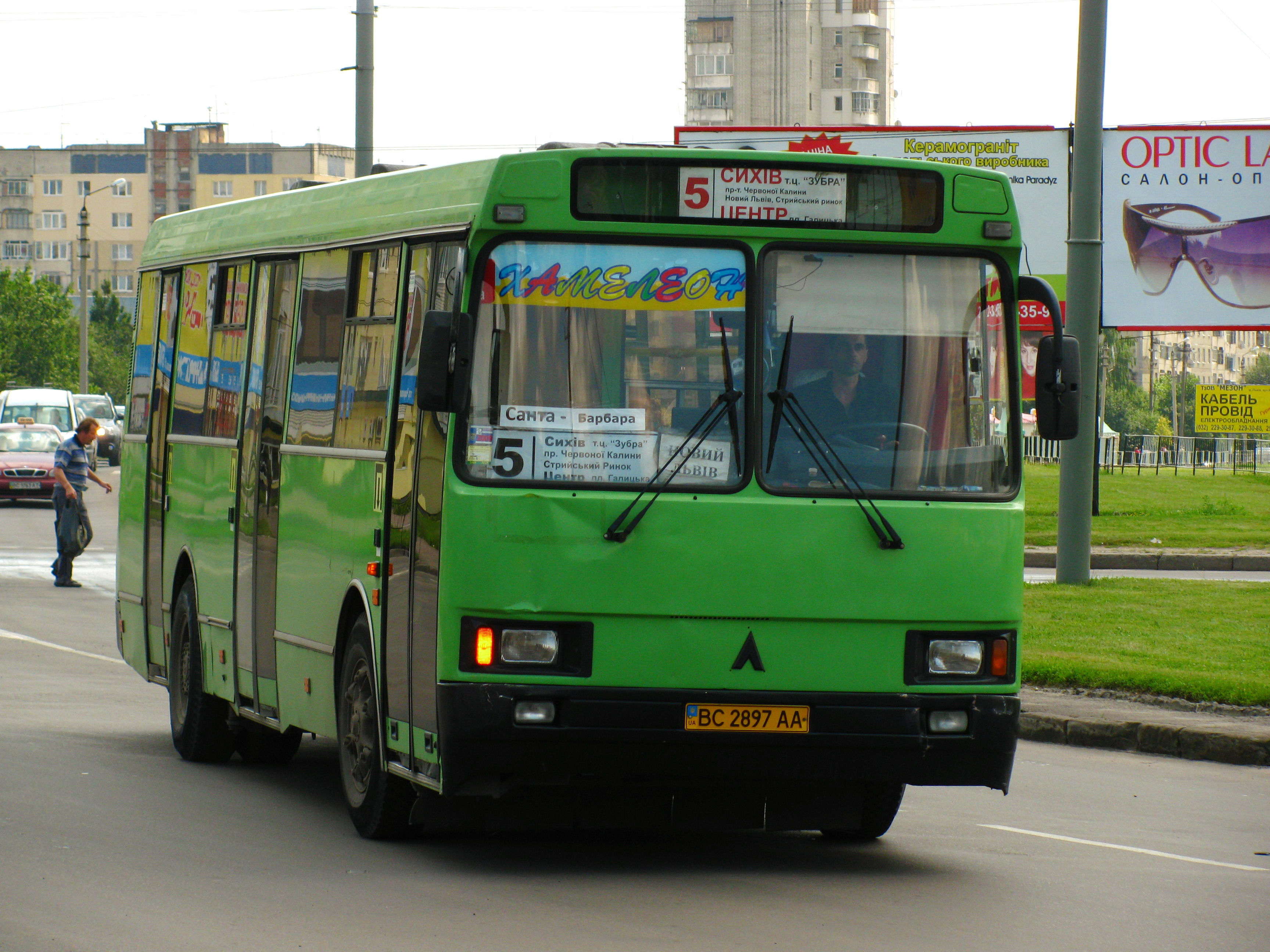
LAZ-5252

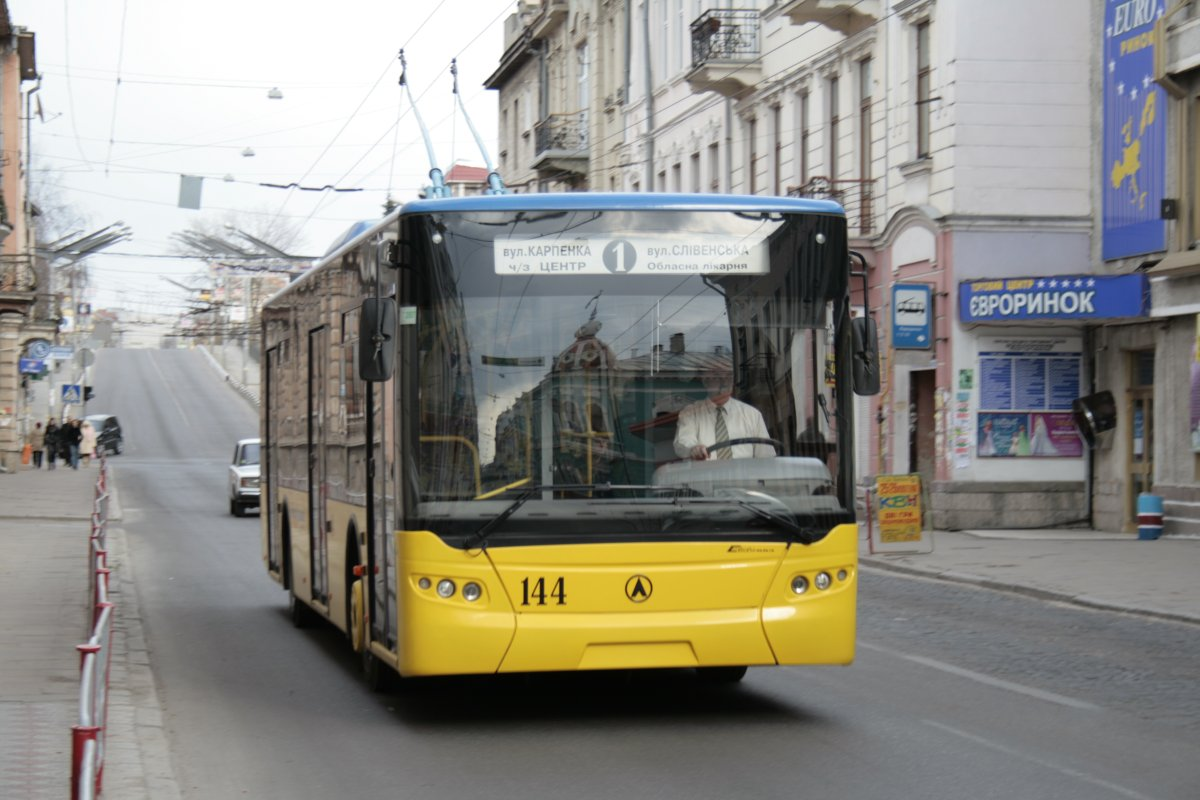
ElektroLAZ 12 (LAZ E183)

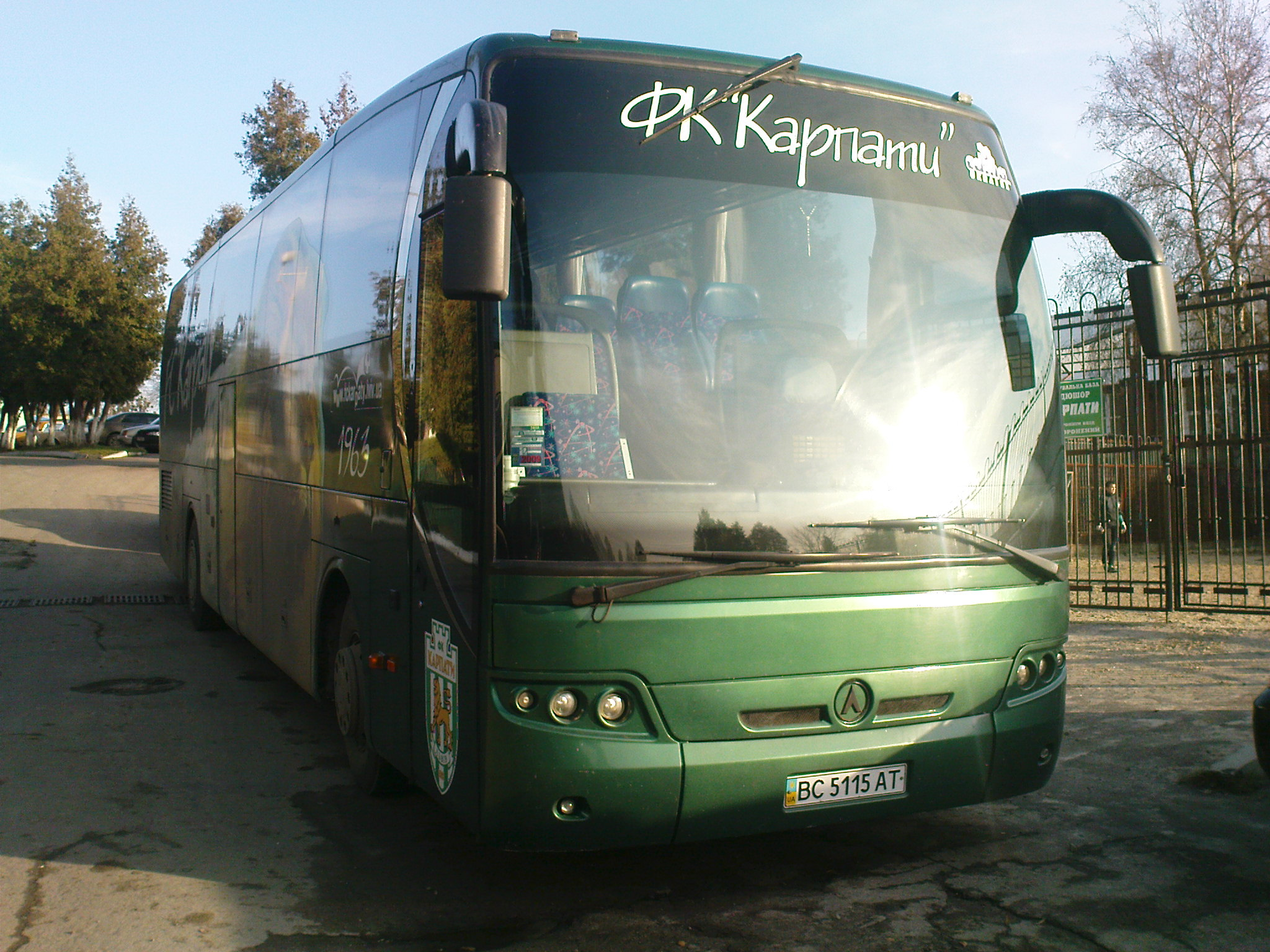
NeoLAZ 12 (LAZ-5208)

W 1945 roku w konsekwencji decyzji zapadłych na konferencji jałtańskiej, dotychczas leżący w Polsce Lwów znalazł się w granicach ZSRR. Jeszcze w tym samym roku zmuszono karmelitów z Persenkówki do opuszczenia Lwowa, a kościół i klasztor przebudowano na biuro projektów i halę fabryczną budowanej fabryki LAZ. Wycięto również park, jego teren zajęły tereny fabryczne i garaże. Początkowo montowane miały tu być ciężarówki marki ZiŁ, jednak ostatecznie zdecydowano się na produkcję zabudów do ciężarówek. Kolejnym etapem w historii fabryki była rozbudowa zakładów, która trwała 10 lat. W 1956 roku powstał projekt autobusu o długości 9 metrów, LAZ-695, który do seryjnej produkcji trafił w 1957 roku i pozostawał w niej do 2003 roku. Od 1960 r. do gamy modeli dołączył 10,5-metrowy model 697 oraz 12-metrowy model 699. W 1974 roku wyprodukowano stutysięczny autobus marki LAZ. W 1973 roku zmodernizowane modele otrzymały oznaczenie 695N/697N/699N. Pod koniec lat 70. pojawiły się nowe modele takie jak 10-metrowy międzymiastowy LAZ-4202 czy 12-metrowy LAZ-5202. Po upadku ZSRR sytuacja fabryki zaczęła się pogarszać, spadał poziom produkcji, a w 1999 roku wyprodukowano zaledwie 238 autobusów. W 2001 roku fabryka została sprywatyzowana, a w 2004 r. zaprezentowano nową ofertę autobusów.

## Lista aktualnie produkowanych pojazdów
1. Autobusy miejskie
- CityLAZ 10 LE
- CityLAZ 12
- CityLAZ 20

2. Autobusy międzymiastowe
- LAZ Liner 9
- InterLAZ 10 LE
- InterLAZ 12 LE
- InterLAZ 13,5 LE

3. Autobusy lotniskowe
- AeroLAZ 12

4. Autokary
- NeoLAZ 10
- NeoLAZ 12

5. Trolejbusy
- ElectroLAZ 12
- ElectroLAZ Е291
- ElectroLAZ 20

## Sponsoring
Przedsiębiorstwo było sponsorem klubu hokejowego Łewy Lwów (powstały w 2011 roku), którego jednoczesnym prezesem był Igor Czurkin.